# 李振輝
李振輝（英語：Robert Lee Jun Fai，1948年12月16日—），生於香港，原籍廣東省佛山市順德區均安鎮，著名香港粵劇丑生李海泉之幼子，國際武打巨星李小龍的弟弟。他是一位演員、民謠歌手，亦是TVB歌影視明星森森的前丈夫，育有一子李家豪。

## 電視作品

### 無綫電視
- 《少年十五二十時》（第20集）1976年，飾基爾拔
- 《人間世外》1976年
- 《殺手，神鎗，蝴蝶夢》1976-1977年，李振輝、朱江、黃杏秀主演。
- 《年青人》（第5集 未婚夫）1977年，飾Charlie查理
- 《男人之家》1980年
- 《情謎》1981年，飾倪天柱。
- 《富貴榮華》1981年，飾司儀

### 亞洲電視
- 《飛越擂台》1983年，飾林永祥

## 電影作品

### 演出
- 《李小龍的生與死》(1973年)
- 《鬼馬姑爺仔》(1977年) 飾阿輝
- 《說謊世界》(1978年)
- 《錦標》(1979年)
- 《李小龍》(2010年)

### 監製
- 《李小龍》(2010年)

## 紀念
2005年11月27日，「香港李小龍節2005」活動，李小龍銅像於尖沙咀星光大道正式揭幕，由李小龍的姊姊李秋源和李振輝親自主持儀式。2015年，由於星光大道開始進行維修工程，李小龍銅像及該處其他銅像皆暫時遷移至尖沙咀東海濱平台花園

## 書籍
- 2010年《李小龍 - 李振輝回憶錄》作者 : 李振輝（口述）,卓男（編撰）